# Dit is wat mijn mama zei
Dit is wat mijn mama zei is een nummer van de Belgische zanger Metejoor. Het nummer werd uitgebracht in januari 2022 en werd geschreven door de zanger zelf met Niels Geusebroek en Mischa Dirksen. Dit is wat mijn mama zei werd de tweede nummer 1-hit (en eerste solo) van Metejoor in Vlaanderen. Het nummer stond in totaal drie weken op 1 in de Ultratop, en was daarmee het succesvolste Belgische nummer van 2022. Hij stelde het nummer voor tijdens verschillende radio-optredens. Het nummer zelf is voor Metejoor een ode aan alle moeders.

## Hitlijsten

### Ultratop 50 Vlaanderen
| Dit is wat mijn mama zei in de Ultratop 50 - 05-02-2022-03-09-2022 | Dit is wat mijn mama zei in de Ultratop 50 - 05-02-2022-03-09-2022 | Dit is wat mijn mama zei in de Ultratop 50 - 05-02-2022-03-09-2022 | Dit is wat mijn mama zei in de Ultratop 50 - 05-02-2022-03-09-2022 | Dit is wat mijn mama zei in de Ultratop 50 - 05-02-2022-03-09-2022 | Dit is wat mijn mama zei in de Ultratop 50 - 05-02-2022-03-09-2022 | Dit is wat mijn mama zei in de Ultratop 50 - 05-02-2022-03-09-2022 | Dit is wat mijn mama zei in de Ultratop 50 - 05-02-2022-03-09-2022 | Dit is wat mijn mama zei in de Ultratop 50 - 05-02-2022-03-09-2022 | Dit is wat mijn mama zei in de Ultratop 50 - 05-02-2022-03-09-2022 | Dit is wat mijn mama zei in de Ultratop 50 - 05-02-2022-03-09-2022 | Dit is wat mijn mama zei in de Ultratop 50 - 05-02-2022-03-09-2022 | Dit is wat mijn mama zei in de Ultratop 50 - 05-02-2022-03-09-2022 | Dit is wat mijn mama zei in de Ultratop 50 - 05-02-2022-03-09-2022 | Dit is wat mijn mama zei in de Ultratop 50 - 05-02-2022-03-09-2022 | Dit is wat mijn mama zei in de Ultratop 50 - 05-02-2022-03-09-2022 | Dit is wat mijn mama zei in de Ultratop 50 - 05-02-2022-03-09-2022 | Dit is wat mijn mama zei in de Ultratop 50 - 05-02-2022-03-09-2022 |
| Week                                                               | 1                                                                  | 2                                                                  | 3                                                                  | 4                                                                  | 5                                                                  | 6                                                                  | 7                                                                  | 8                                                                  | 9                                                                  | 10                                                                 | 11                                                                 | 12                                                                 | 13                                                                 | 14                                                                 | 15                                                                 | 16                                                                 |                                                                    |
| ------------------------------------------------------------------ | ------------------------------------------------------------------ | ------------------------------------------------------------------ | ------------------------------------------------------------------ | ------------------------------------------------------------------ | ------------------------------------------------------------------ | ------------------------------------------------------------------ | ------------------------------------------------------------------ | ------------------------------------------------------------------ | ------------------------------------------------------------------ | ------------------------------------------------------------------ | ------------------------------------------------------------------ | ------------------------------------------------------------------ | ------------------------------------------------------------------ | ------------------------------------------------------------------ | ------------------------------------------------------------------ | ------------------------------------------------------------------ | ------------------------------------------------------------------ |
| Nummer                                                             | 21                                                                 | 11                                                                 | 9                                                                  | 3                                                                  | 1                                                                  | 4                                                                  | 1                                                                  | 8                                                                  | 1                                                                  | 2                                                                  | 2                                                                  | 2                                                                  | 2                                                                  | 2                                                                  | 2                                                                  | 4                                                                  |                                                                    |
| Week:                                                              | 17                                                                 | 18                                                                 | 19                                                                 | 20                                                                 | 21                                                                 | 22                                                                 | 23                                                                 | 24                                                                 | 25                                                                 | 26                                                                 | 27                                                                 | 28                                                                 | 29                                                                 | 30                                                                 | 31                                                                 |                                                                    |                                                                    |
| Positie:                                                           | 2                                                                  | 23                                                                 | 8                                                                  | 15                                                                 | 22                                                                 | 16                                                                 | 31                                                                 | 21                                                                 | 28                                                                 | 23                                                                 | 30                                                                 | 32                                                                 | 35                                                                 | 50                                                                 | 37                                                                 | uit                                                                |                                                                    |

## Covers
De Zuid-Afrikaanse zanger Kurt Darren bracht in 2022 een cover uit van dit nummer met de naam Wat my Pa sou sê. In februari 2023 coverde Henk Wijngaard dat nummer als Dat is wat mijn opa zei.